# Stylogyne incognita
Stylogyne incognita är en viveväxtart som beskrevs av J.J. Pipoly. Stylogyne incognita ingår i släktet Stylogyne och familjen viveväxter. Inga underarter finns listade i Catalogue of Life.